# Джессіка Барден
Джессіка Емі Барден (англ. Jessica Amy Barden; нар. 21 липня 1995, Норталлертон, Англія) — англійська актриса. Почала свою кар'єру у дитинстві. Найбільш відома за роллю Аліси Фолі у комедійній драмі «Кінець ї***ого світу» на каналі Channel 4 (2017—2019). Отримала номінацію на премію британського незалежного кіноо за роль у фільмі «Скарборо» (2018).
Серед інших фільмів Барден — «Ханна. Ідеальна зброя» (2011), «Лобстер» (2015), «Новий романтик» (2018) та «Рожеве небо попереду» (2020). На телебаченні вона знялася у драмі Foxtel «Агнці Божі» (2019), трилері Netflix «Її уламки» (2022), романтичній комедії ITV «Ти і я» (2023) та фантастичному серіалі «Дюна: Пророцтво» (2024).

## Раннє життя
Барден народилася 21 липня 1992 року в Норталлертоні, Північний Йоркшир. Вона походить з робітничого класу. Її батько — тюремний офіцер, а мати — бухгалтер. У Барден є два брати. Коли їй було три роки, сім'я переїхала до Везербі, Західний Йоркшир. Барден відвідувала середню школу Везербі. Вона відкрила для себе акторську майстерність завдяки школі та любові її батька до кіно. Вона почала відвідувати заняття в місцевому драматичному гуртку і працювати в масовці на телебаченні. Барден покинула школу у 15 років.

## Творчість
Барден дебютувала як акторка у 1999 році з невеликої ролі в епізоді серіалу CITV «Мої батьки — прибульці». Пізніше вона з'явилася в епізодах серіалів «Без ангелів» та «Погоня».
У 2007 році зіграла Кейлі Мортон у мильній опері ITV «Вулиця Коронації» аж до відходу сім'ї Мортон з серіалу у вересні 2008 р. Барден дебютувала в кіно у комедійній драмі «Революція місіс Реткліфф» (2007). У 2009 році вона грала в постановці «Єрусалим» лондонського театру Королівський двір, яка потім була перенесена до театру «Аполлон» на Вест Енді.
У 2010 році Барден з'явилася у фільмі «Тамара і секс», інсценізації однойменного коміксу, за який була номінована в категорії «Молода британська артистка року» за версією Лондонського гуртка кінокритиків. 2011 року вона зіграла Софі у фільмі Джо Райта «Ханна. Ідеальна зброя». З 2012 по 2014 рік вона знялася у фільмі жахів «Занепад», містичній драмі «На темній половині», психологічному трилері «Екстрасенс 2: Лабіринти розуму» та інді-фільмі «Колискова».
У 2015 році Барден була названа «Зіркою завтрашнього дня» за версією Screen International. Того ж року вона зіграла Кіт Кармайкл у двосерійній екранізації дебютного роману Сейді Джонс «Вигнанець» на BBC One та Лідді в екранізації роману Томаса Гарді «Подалі від шаленої юрми». У 2016 році Барден зіграла головну роль у телевізійному фільмі «Еллен» на каналі Channel 4, а також Жасмін у комедійному фільмі «Мідгорн» та Джастін у третій серії «Бульварні жахіття» на каналі Sky Atlantic. У 2017 році зіграла головну роль у фільмі жахів «Звичка».
Також у 2017 році Барден почала зніматися в ролі Аліси у похмурій комедійній драмі «Кінець ї***ого світу» оприлюдненій на каналах Channel 4 і Netflix. У 2018 році вона знялася у фільмах «Новий романтик» і «Скарборо». За останній була номінована як найкраща актриса другого плану на Премію британського незалежного кіно та Національну кінопремію Великої Британії. Джессіка Барден отримала нагороду IMDb Breakout Star Award та була названа «проривною британкою» 2018 року за версією BAFTA. Того ж року зіграла роль Саллі у п'єса Гарольда Пінтера «Вечірня школа», на сцені Лондонського театру Гарольда Пінтера.
Барден знялася у кліпах 2019 року для пісень Конана Ґрея «Maniac» та Оззі Осборна «Under the Graveyard», а також у фільмі «Без правил» та австралійському серіалі «Агнці Божі». У 2020 році вона зіграла головні ролі у фільмах «Верещати» та «Рожеве небо попереду».
У січні 2021 року було оголошено, що Барден отримала роль Джейн у трилері «Її уламки», адаптації однойменного роману Карін Слотер, що вийшов на Netflix у 2022 році. У 2023 зіграла Емму в романтично-комедійній драмі «Ти і я» на каналі ITV. У 2024 році Барден зіграла Агату у фільмі «Серця з каменю». Того ж року Барден грала у серіалі «Американські історії жахів».
У травні 2024 року Барден отримала роль молодої Валі Харконнен у фільмі «Дюна: Пророцтво».

## Особисте життя
У березні 2021 року Барден вийшла заміж за режисера стрічки «Без правил» (2019) Макса Вінклера. 19 жовтня 2021 року Барден оголосила, що народила їхню першу дитину, доньку.
В інтерв'ю Дейлі телеграф 2023 року Барден виступила проти «туризму в робітничий клас» в акторстві та шикарних акторів, які підходять до ролей робітничого класу з поблажливим або невіглаським ставленням, зокрема критикуючи Емму Коррін за бажання зняти «грубий» фільм з «епатажним акцентом».
У грудні 2024 року Барден розповіла, що вагітна другою дитиною.

## Фільмографія
| Рік       |    | Українська назва           | Оригінальна назва            | Роль                                          |
| --------- | -- | -------------------------- | ---------------------------- | --------------------------------------------- |
| 1999      | с  | Мої батьки — інопланетяни  | My Parents Are Aliens        | Дівчина у школі                               |
| 2005      | с  |                            | No Angels                    | Люсі                                          |
| 2006      | с  |                            | The Chase                    | Емі                                           |
| 2007—2008 | с  | Вулиця коронації           | Coronation Street            | Кейлі Мортон                                  |
| 2007      | ф  | Революція місіс Реткліфф   | Mrs. Ratcliffe's Revolution  | Мері Реткліфф                                 |
| 2010      | ф  | Тамара і секс              | Tamara Drewe                 | Джоді Лонг                                    |
| 2011      | ф  | Ханна. Ідеальна зброя      | Hanna                        | Софі                                          |
| 2011      | с  |                            | Comedy Showcase              | Буфетниця                                     |
| 2012      | ф  |                            | Comedown                     | Келлі                                         |
| 2012      | ф  |                            | In the Dark Half             | Марі                                          |
| 2012      | с  | Віра                       | Vera                         | Стелла Макен                                  |
| 2013      | ф  | Лабіринти розуму           | Anna                         | Моузі                                         |
| 2013      | с  |                            | Coming Up                    | Рубі                                          |
| 2013      | с  |                            | Chickens                     | Пенні                                         |
| 2014      | кф |                            | Lay Me Down                  | Пенні                                         |
| 2014      | кф |                            | TEOTFW                       | Алісса                                        |
| 2014      | ф  |                            | Lullaby                      | Мередіт                                       |
| 2014      | кф |                            | The Dark                     | донька                                        |
| 2015      | с  |                            | The Outcast                  | Кіт Кармайкл                                  |
| 2015      | ф  | Подалі від шаленої юрми    | Far from the Madding Crowd   | Лідді                                         |
| 2015      | ф  | Лобстер                    | The Lobster                  | Жінка з носовою кровотечою                    |
| 2016      | кф |                            | The Earth Belongs to No One  | Джессіка Мей                                  |
| 2016      | кф |                            | Straight Edge                | Луїза                                         |
| 2016      | с  |                            | Murder                       | Джес                                          |
| 2016      | с  | Бульварні жахіття          | Penny Dreadful               | Джастін                                       |
| 2016      | ф  |                            | Mindhorn                     | Жасмин                                        |
| 2016      | кф |                            | Sweet Maddie Stone           | Медді Стоун                                   |
| 2016      | тф |                            | Ellen                        | Еллен                                         |
| 2017      | ф  |                            | Habit                        | Лі                                            |
| 2017—2019 | с  | Кінець ї***ого світу       | The End of the F***ing World | Аліса                                         |
| 2018      | ф  |                            | The New Romantic             | Блейк Конвей                                  |
| 2018      | кф |                            | Earthy Encounters            | Еліс                                          |
| 2018      | ф  | Скарборо                   | Scarborough                  | Бет                                           |
| 2019      | с  | Агнці Божі                 | Lambs of God                 | сестра Карла                                  |
| 2019      | ф  | Без правил                 | Jungleland                   | Скай                                          |
| 2020      | с  |                            | Better Things                | камео                                         |
| 2020      | ф  |                            | Holler                       | Рут                                           |
| 2020      | с  | Міські легенди             | Urban Myths                  | Барбра Стрейзанд                              |
| 2020      | ф  | Рожеве небо попереду       | Pink Skies Ahead             | Вайнона                                       |
| 2021      | с  | Робоцип                    | Robot Chicken                | Рей                                           |
| 2022      | с  | Її уламки                  | Pieces of Her                | Джейн                                         |
| 2023      | с  | Ти і я                     | You & Me                     | Emma                                          |
| 2022      | кф | Кам'яні серця              | Hearts of Stone              | Агата                                         |
| 2023—2024 | с  | Американські історії жахів | American Horror Stories      | Бесті, роль у титрах не указана, Хейлі Доерті |
| 2024      | с  | Дюна: Пророцтво            | Dune: Prophecy               | Валя Харконнен (молода)                       |

## Нагороди та номінації
| Рік  | Нагорода                                | Категорія                           | Номінована робота                              | Результат | Посилання     |
| ---- | --------------------------------------- | ----------------------------------- | ---------------------------------------------- | --------- | ------------- |
| 2011 | Премія Лондонського гуртка кінокритиків | Молодий британський виконавець року | Тамара і секс                                  | Номінація | [ 43 ] [ 44 ] |
| 2018 | Нагороди IMDb                           | Премія Breakout Stars               | Кінець ї***ого світу, Скарборо, Новий романтик | Перемога  | [ 43 ]        |
| 2019 | Премія британського незалежного кіно    | Найкраща актриса другого плану      | Скарборо                                       | Номінація | [ 43 ] [ 45 ] |
| 2020 | Національна кінопремія Великобританії   | Найкраща актриса другого плану      | Скарборо                                       | Номінація | [ 43 ]        |